# Skupina planemov
To so objekti planetarne mase, ki niso težnostno vezani na nobeno zvezdo, in jih zato najdemo v globinah medzvezdnega prostora. Nekateri izmed takšnih svetov so se ustvarili povsem naravno brez sonca, medtem, ko je druge težnostno izvrglo iz njihovih domačih protoplanetarnih sistemov.

## Razred Havhetejcev
To so planemasti svetovi, ki so ohranili prvotna ozračja iz vodika in helija, vendar pa njihova masa ni zadostna, da bi se ohranjala geološka dejeavnost in procesi še naprej.

## Razred Niksijancev
To so planemasti svetovi, ki niso dovolj masivni, da bi ohranili prvotna iozračja iz  vodika in helija. Nekateri izmed takšnih svetov imajo drugotno ozračje, ki se je ustvarilo s sproščanjem plinov iz vulkanov, če so dovolj masivni, da se tovrstna dejavnost lahko odvija še naprej.

## Razred Stevensonijancev
To so planemasti svetovi, ki so ohranili gosto ozračje, ki  je ohranilo vročino iz časa, ko je takšen planet še nastajal in bil geološko dejaven, ki imajo na svojem površju žepke in zaplate, ki so primerni za nastanek, obstanek, in razvoj živih bitij, kot jih poznamo. Nekateri izmed takšnih svetov so segreti celo do te stopnje, da je njihovo celotno površje primerno za življenje.

## Razred Havketejcev
To so planemasti svetovi, ki so ohranili dovolj gosta ozračja, da so njihova zgoča  površja ohranila zajeto geotoplotno vročino iz časa, ko je tajkšen planet še nastajal. Vseeno pa niso dovolj masivni, da bi jih obravnavali kot svetove Odisejanskega razreda.

## Razred Odisejancev
To so planemasti svetovi, ki so ohranili masivna ozračja oz. ovojnice iz vodika in helija. V bistvu so begajoči in svobodni plinasti orjaki.